# Нью-Пойнт-Ричі (Флорида)
Нью-Пойнт-Ричі (англ. New Port Richey) — місто (англ. city) в США, в окрузі Паско штату Флорида. Населення — 16 728 осіб (2020).

## Географія
Нью-Пойнт-Ричі розташований за координатами 28°14′49″ пн. ш. 82°43′3″ зх. д. / 28.24694° пн. ш. 82.71750° зх. д. (28.246924, -82.717501). За даними Бюро перепису населення США в 2010 році місто мало площу 11,88 км², з яких 11,74 км² — суходіл та 0,15 км² — водойми.

## Демографія
Згідно з переписом 2010 року, у місті мешкало 14 911 осіб у 6930 домогосподарствах у складі 3545 родин. Густота населення становила 1255 осіб/км². Було 8693 помешкання (731/км²).
Расовий склад населення:
| - 88,9 % — білих - 3,0 % — чорних або афроамериканців - 1,4 % — азіатів - 0,5 % — корінних американців - 3,4 % — осіб інших рас |

До двох чи більше рас належало 2,7 %. Частка іспаномовних становила 11,2 % від усіх жителів.
За віковим діапазоном населення розподілялося таким чином: 17,9 % — особи молодші 18 років, 58,2 % — особи у віці 18—64 років, 23,9 % — особи у віці 65 років та старші. Медіана віку мешканця становила 46,5 року. На 100 осіб жіночої статі у місті припадало 92,7 чоловіків; на 100 жінок у віці від 18 років та старших — 88,2 чоловіків також старших 18 років.
Середній дохід на одне домашнє господарство становив 39 165 доларів США (медіана — 29 882), а середній дохід на одну сім'ю — 47 903 долари (медіана — 38 575). Медіана доходів становила 30 714 долари для чоловіків та 29 366 доларів для жінок. За межею бідності перебувало 24,7 % осіб, у тому числі 43,4 % дітей у віці до 18 років та 11,2 % осіб у віці 65 років та старших.
Цивільне працевлаштоване населення становило 5200 осіб. Основні галузі зайнятості: освіта, охорона здоров'я та соціальна допомога — 24,5 %, роздрібна торгівля — 17,2 %, науковці, спеціалісти, менеджери — 12,3 %, мистецтво, розваги та відпочинок — 10,0 %.